# Вестфілд (Массачусетс)
Вестфілд (англ. Westfield) — місто (англ. city) в США, в окрузі Гемпден штату Массачусетс. Населення — 40 834 особи (2020). Було засноване в 1660 році. Прилягає до агломерації міста Спрінґфілд.

## Географія
Вестфілд розташований за координатами 42°8′20″ пн. ш. 72°45′21″ зх. д. / 42.13889° пн. ш. 72.75583° зх. д. (42.138838, -72.755911). За даними Бюро перепису населення США в 2010 році місто мало площу 122,73 км², з яких 119,97 км² — суходіл та 2,75 км² — водойми.

### Клімат
| Клімат : Вестфілд       | Клімат : Вестфілд | Клімат : Вестфілд | Клімат : Вестфілд | Клімат : Вестфілд | Клімат : Вестфілд | Клімат : Вестфілд | Клімат : Вестфілд | Клімат : Вестфілд | Клімат : Вестфілд | Клімат : Вестфілд | Клімат : Вестфілд | Клімат : Вестфілд | Клімат : Вестфілд |
| Показник                | Січ.              | Лют.              | Бер.              | Квіт.             | Трав.             | Черв.             | Лип.              | Серп.             | Вер.              | Жовт.             | Лист.             | Груд.             | Рік               |
| Абсолютний максимум, °C | 21,7              | 26,1              | 28,3              | 35,0              | 36,7              | 38,9              | 39,4              | 38,3              | 36,1              | 30,6              | 24,4              | 22,8              | 39,4              |
| Середній максимум, °C   | 0,5               | 2,8               | 7,7               | 15,1              | 21,4              | 25,6              | 28,2              | 27,5              | 23,3              | 16,4              | 9,7               | 3,4               | 15,2              |
| Середній мінімум, °C    | −10,6             | −8,1              | −3,8              | 1,9               | 7,5               | 12,6              | 15,0              | 14,7              | 9,9               | 3,4               | −1,1              | −6,1              | 3,0               |
| Абсолютний мінімум, °C  | −25,6             | −28,9             | −25,6             | −8,3              | −3,9              | 1,1               | 4,4               | 5,0               | −2,2              | −7,8              | −15               | −25,6             | −28,9             |
| Норма опадів, мм        | 83                | 72                | 104               | 111               | 113               | 110               | 104               | 106               | 114               | 121               | 105               | 87                | 1229              |
| ----------------------- | ----------------- | ----------------- | ----------------- | ----------------- | ----------------- | ----------------- | ----------------- | ----------------- | ----------------- | ----------------- | ----------------- | ----------------- | ----------------- |
| Джерело: NOAA           |                   |                   |                   |                   |                   |                   |                   |                   |                   |                   |                   |                   |                   |

## Демографія
Згідно з переписом 2010 року, у місті мешкали 41 094 особи в 15 335 домогосподарствах у складі 10 041 родини. Густота населення становила 335 осіб/км². Було 16075 помешкань (131/км²).
Расовий склад населення:
| - 92,8 % — білих - 1,6 % — чорних або афроамериканців - 1,3 % — азіатів - 0,3 % — корінних американців - 2,2 % — осіб інших рас |

До двох чи більше рас належало 1,8 %. Частка іспаномовних становила 7,5 % від усіх жителів.
За віковим діапазоном населення розподілялося таким чином: 21,4 % — особи молодші 18 років, 65,0 % — особи у віці 18—64 років, 13,6 % — особи у віці 65 років та старші. Медіана віку мешканця становила 38,3 року. На 100 осіб жіночої статі у місті припадало 95,6 чоловіків; на 100 жінок у віці від 18 років та старших — 92,9 чоловіків також старших 18 років.
Середній дохід на одне домашнє господарство становив 76 153 долари США (медіана — 61 053), а середній дохід на одну сім'ю — 90 128 доларів (медіана — 77 163). Медіана доходів становила 52 147 доларів для чоловіків та 42 186 доларів для жінок. За межею бідності перебувало 9,5 % осіб, у тому числі 15,7 % дітей у віці до 18 років та 6,3 % осіб у віці 65 років та старших.
Цивільне працевлаштоване населення становило 20 808 осіб. Основні галузі зайнятості: освіта, охорона здоров'я та соціальна допомога — 27,1 %, роздрібна торгівля — 14,2 %, виробництво — 12,7 %.

## Відомі уродженці
- Killswitch Engage
- Ржевський Фредерік